# Рюльф, Исаак
Исаа́к Рюльф (Ицхак Рильф; нем. Isaak Rülf, ивр. יצחק רילף‎; 10 февраля 1831, Рауишгольцгаузен, Гессен, Германия — 18 сентября 1902, Бонн, Германия) — раввин, еврейский общественный деятель, сторонник возвращения евреев из диаспоры в Эрец-Исраэль, один из духовных лидеров Ховевей Цион и ранний участник сионистского движения; философ и писатель, писавший на немецком языке, почётный профессор Боннского университета.

## Биография
Учился в Марбургском университете. Был раввином в Мемеле.

## Главные труды
- «Мое путешествие в Ковно» (нем. Meine Reise nach Kowno), 1869
- (нем. Der Einheitsgedanke als Fundamentalbegriff), 1880
- «Три дня в еврейской России» (нем. Drei Tage in Judisch-Russland), 1882
- «Арухат бат ами» («Исцеление дочери народа моего») (нем. Aruchas Bas-Ammi — Israels Heilung), 1883
- (нем. Wissenschaft des Weltgedankens; Wissenschaft der Gedankenwelt, System einer Neuen Metaphysik), 2 тома, 1888
- (нем. Wissenschaft der Krafteinheit), 1893
- «Наследственное право как наследственное зло» (нем. Das Erbrecht als Erbübel), 1893
- «Наука о единстве духа» (нем. Wissenschaft der Geisteseinheit), 1898
- «Наука о единстве Бога» (нем. Wissenschaft der Gotteseinheit), 1903